# استان ساحلی
استان ساحلی یا استان ساحل نام یکی از هفت استان کشور کنیا بود که مجاور اقیانوس هند واقع شده.
مرکز آن شهر مومباسا، مساحتش ۸۳،۶۰۳ ک.م و شمار سکنه آن ۲،۴۸۷،۲۶۴ است.(۱۹۹۹)
آب و هوای این ناحیه گرمسیری مرطوب است.

## ناحیه ها
1. Fafi
2. Garissa
3. Ijara
4. Mandera Central
5. Mandera East
6. Mandera West
7. Wajir East
8. Wajir North
9. Wajir South
10. Wajir West